# Capitol I
Capitol I (né en 1975, mort en 1999) est un étalon gris du stud-book Holsteiner. N'ayant jamais participé à des compétitions, il est néanmoins un reproducteur important pour le Holsteiner, père notamment de Cassini I et de Carthago.

## Histoire
Capitol I naît en 1975 à l'élevage de Harm Thörmalen, à Kollmar en Allemagne de l'Ouest,. Sa mère, Folia, a donné naissance à cinq étalons, Capitol I étant son troisième poulain.
Il devient la propriété du Verband der Züchter des Holsteiner Pferdes e.V.. Il n'a jamais participé à des compétitions équestres. Il meurt en 1999.

## Description
Capitol I est un étalon de robe grise, inscrit au stud-book du Holsteiner. Il mesure 1,69 m, ou 1,72 m, selon les sources. Il est décrit comme un étalon puissant, mais peu raffiné. Sa tête est assez grande, attachée à une encolure puissante. ses jambes sont bonnes, avec des articulations prononcées. Ses allures sont détendues et élastiques, et il montre une excellente capacité de saut.

## Origines
Capitol I est une rareté dans l'élevage du Holsteiner : contrairement à la quasi-totalité des étalons réputés en « C », il n'est pas un fils de Cor de la Bryère. Son arrière grand-mère maternelle, Rappel, a été sauvée de la boucherie en 1960 par Rheder Thormählen, éleveur issu d'une famille longuement établie dans la région de Kollmar. Il la croise à un étalon de sport d'origine arabe, populaire à son époque, Ramzès. Il obtient de ce croisement la jument Vase, qu'il croise à un autre bon étalon sauteur, Maximus. La pouliche Folia, mère de Capitol I, résulte de ce croisement.
Les origines de Capitano sont controversées : il pourrait ne pas être un fils de Corporal, mais de Grand Vicar, un étalon gris propre frère de Folia, ce qui ferait de Capitol I un cheval fortement consanguin.

## Descendance
En 2002, Capitol I était classé deuxième meilleur étalon mondial par la WBFSH. Il est un chef de race réputé du Hosteiner, père notamment de Carthago, Cassini I et II, Calato, Carolus I et II, Casino, Indoctro, Cardento, Cento et Canadian River.